# Stenocnemis pachystigma
Stenocnemis pachystigma är en trollsländeart som först beskrevs av Selys 1886.  Stenocnemis pachystigma ingår i släktet Stenocnemis och familjen flodflicksländor. IUCN kategoriserar arten globalt som livskraftig. Inga underarter finns listade i Catalogue of Life.